# Neurolaena
Neurolaena es un género botánico de la familia de las asteráceas. Comprende 26 especies descritas y de estas, solo 12 aceptadas. Tiene una distribución neotropical.

## Descripción
Son hierbas gruesas, perennes. Hojas alternas, márgenes dentados a veces lobados, haz escabrosa, envés finamente piloso y menudamente glandulosas; pecioladas. Capitulescencias de panículas corimbiformes grandes; capítulos radiados o discoides; filarias en 3–4 series, imbricadas, obtusas a subagudas; páleas evidentes, estriadas, planas, muy parecidas a las filarias en color y textura; flósculos del radio 8–10, fértiles (cuando presentes), amarillos, verdosos al secarse, el tubo largo, las lígulas cortas; flósculos del disco 15–21, perfectos y fértiles, verdes cuando secos. Aquenios casi columnares, cafés a negros, ángulos muy indefinidos en la madurez, carpopodio bien desarrollado; vilano de numerosas cerdas capilares de color blanco sucio a café-amarillento.

## Taxonomía
El género fue descrito por Robert Brown y publicado en Observations on the Natural Family of Plants called Compositae 120. 1817. La especie tipo es: Conyza lobata L. =  Neurolaena lobata (L.) R.Br. ex Cass.	

## Especies aceptadas
A continuación se brinda un listado de las especies del género Neurolaena aceptadas hasta agosto de 2012, ordenadas alfabéticamente. Para cada una se indica el nombre binomial seguido del autor, abreviado según las convenciones y usos.
- Neurolaena balsana B.L.Turner
- Neurolaena cobanensis Greenm.
- Neurolaena fulva B.L.Turner
- Neurolaena intermedia Rydb.
- Neurolaena lamina B.L.Turner
- Neurolaena lobata (L.) R.Br. ex Cass.
- Neurolaena macrocephala Sch.Bip. ex Hemsl.
- Neurolaena macrophylla Greenm.
- Neurolaena oaxacana B.L.Turner
- Neurolaena schippii B.L.Rob.
- Neurolaena venturana B.L.Turner
- Neurolaena wendtii B.L.Turner

## Fuente
1. ↑  Neurolaena en PlantList
2. ↑  Neurolaena en Global Compositae
3. 1 2  «Neurolaena». Tropicos.org. Missouri Botanical Garden. Consultado el 19 de agosto de 2012.

- Datos: Q2916782
- Multimedia: Neurolaena / Q2916782
- Especies: Neurolaena